# DFB-Pokal 1966/67
De DFB-Pokal 1966/67 was de 24e editie van de strijd om de Duitse voetbalbeker. Het toernooi begon op 25 December 1966 en de finale werd gespeeld op 10 Juni 1966. Er deden 32 teams mee aan dit toernooi. In totaal werder er 40 wedstrijden gespeeld. Bayern Munchen won de finale tegen Hamburger SV met 4-0. In de finale waren 68,000 toeschouwers, de wedstrijd werd gefloten door Karl Niemeyer. De wedstrijd werd gespeeld in Neckarstadion bij Stuttgart.

## kwalificatie ronde
| 25 December 1966  |       |                     |
| Altonaer FC 93    | 2 – 1 | 1. FC Nürnberg      |
| 31 December 1966  |       |                     |
| KSV Hessen Kassel | 6 – 2 | Eintracht Frankfurt |

## Eerste ronde
| 14 Januari 1967        |       |                          |              |
| Borussia Dortmund      | 2 – 2 | 1. FC Köln               | (verlenging) |
| Eintracht Braunschweig | 2 – 3 | MSV Duisburg             | (verlenging) |
| FC Schalke 04          | 4 – 2 | Borussia Mönchengladbach |              |
| Duisburger SV          | 0 – 2 | Schwarz-Weiß Essen       |              |
| Alemannia Aachen       | 1 – 1 | FK Pirmasens             | (verlenging) |
| SV Waldhof Mannheim    | 1 – 3 | Fortuna Düsseldorf       |              |
| Hertha BSC             | 2 – 3 | Bayern Munchen           | (verlenging) |
| KSV Hessen Kassel      | 2 – 2 | SV Werder Bremen         | (verlenging) |
| Altonaer FC 93         | 0 – 6 | Hamburger SV             |              |
| Rot-Weiß Essen         | 1 – 2 | Karlsruher SC            |              |
| VfB Lübeck             | 0 – 1 | Kickers Offenbach        | (verlenging) |
| Arminia Hannover       | 1 – 4 | TSV 1860 München         |              |
| 1. FC Saarbrücken      | 2 – 4 | VfB Stuttgart            |              |
| SpVgg Erkenschwick     | 1 – 0 | Stuttgarter Kickers      |              |
| Hannover 96 II         | 2 – 2 | Borussia Neunkirchen     | (verlenging) |
| 18 Januari 1967        |       |                          |              |
| 1. FC Kaiserslautern   | 2 – 1 | Hannover 96              |              |

## Terugwedstrijden
| 24 Januari 1967      |       |                   |              |
| 1. FC Köln           | 1 – 0 | Borussia Dortmund |              |
| SV Werder Bremen     | 2 – 1 | KSV Hessen Kassel | (verlenging) |
| 25 Januari 1967      |       |                   |              |
| FK Pirmasens         | 0 – 1 | Alemannia Aachen  |              |
| Borussia Neunkirchen | 2 – 1 | Hannover 96 II    |              |

## 8ste finale
| 3 Februari 1967      |       |                    |              |
| 1. FC Köln           | 0 – 0 | Hamburger SV       | (verlenging) |
| Alemannia Aachen     | 4 – 2 | Karlsruher SC      |              |
| Borussia Neunkirchen | 1 – 1 | SV Werder Bremen   | (verlenging) |
| VfB Stuttgart        | 0 – 1 | FC Schalke 04      |              |
| 1. FC Kaiserslautern | 0 – 0 | Kickers Offenbach  | (verlenging) |
| Schwarz-Weiß Essen   | 1 – 1 | Fortuna Düsseldorf | (verlenging) |
| SpVgg Erkenschwick   | 1 – 3 | Bayern Munchen     |              |
| TSV 1860 München     | 1 – 0 | MSV Duisburg       |              |

## Terugwedstrijden
| 14 Februari 1967   |       |                      |              |
| Hamburger SV       | 2 – 0 | 1. FC Köln           |              |
| SV Werder Bremen   | 1 – 2 | Borussia Neunkirchen |              |
| Kickers Offenbach  | 1 – 0 | 1. FC Kaiserslautern | (verlenging) |
| Fortuna Düsseldorf | 1 – 0 | Schwarz-Weiß Essen   |              |

## Kwart finale
| 25 Maart 1967     |       |                      |              |
| TSV 1860 München  | 2 – 0 | Fortuna Düsseldorf   |              |
| Kickers Offenbach | 0 – 0 | Hamburger SV         | (verlenging) |
| Alemannia Aachen  | 3 – 1 | Borussia Neunkirchen |              |
| FC Schalke 04     | 2 – 3 | Bayern Munchen       |              |

## Terugwedstrijd
| 12 April 1967 |       |                   |
| Hamburger SV  | 2 – 0 | Kickers Offenbach |

## Halve finale
| 6 Mei 1967     |       |                  |
| Hamburger SV   | 3 – 1 | Alemannia Aachen |
| 6 Mei 1967     |       |                  |
| Bayern Munchen | 3 – 1 | TSV 1860 München |

## Finale
| 10 juni 1967 |       |                |
| Hamburger SV | 1 – 4 | Bayern Munchen |

Tschammerpokal:
1935 · 
1936 · 
1937 · 
1938 · 
1939 ·
1940 · 
1941 · 
1942 · 
1943 

DFB-Pokal:
1952/53 · 
1953/54 · 
1954/55 · 
1955/56 · 
1956/57 · 
1957/58 · 
1958/59 · 
1959/60 · 
1960/61 · 
1961/62 · 
1962/63 · 
1963/64 · 
1964/65 · 
1965/66 · 
1966/67 · 
1967/68 · 
1968/69 · 
1969/70 · 
1970/71 · 
1971/72 · 
1972/73 · 
1973/74 · 
1974/75 · 
1975/76 · 
1976/77 · 
1977/78 · 
1978/79 · 
1979/80 · 
1980/81 · 
1981/82 · 
1982/83 · 
1983/84 · 
1984/85 · 
1985/86 · 
1986/87 · 
1987/88 · 
1988/89 · 
1989/90 · 
1990/91 · 
1991/92 · 
1992/93 ·
1993/94 · 
1994/95 · 
1995/96 · 
1996/97 · 
1997/98 · 
1998/99 · 
1999/00 · 
2000/01 · 
2001/02 ·
2002/03 · 
2003/04 ·
2004/05 · 
2005/06 ·
2006/07 · 
2007/08 ·
2008/09 ·
2009/10 · 
2010/11 ·
2011/12 ·
2012/13 ·
2013/14 ·
2014/15 ·
2015/16 ·
2016/17 ·
2017/18 ·
2018/19 ·
2019/20 ·
2020/21 .
2021/22 ·
2022/23 ·
2023/24 .
2024/25